# IC 2480
IC 2480 — галактика типу S0-a   R () у сузір'ї Лев.
Цей об'єкт міститься в оригінальній редакції індексного каталогу.